# La Neige en deuil
Pour l'adaptation au cinéma, voir La Neige en deuil (film).
La Neige en deuil est un roman français d'Henri Troyat publié en 1952. Une adaptation cinématographique par Edward Dmytryk est sortie en 1956. Cette fiction s'inspire d'un événement réel : l'accident du Malabar Princess sur les flancs du mont Blanc en 1950.

## Résumé
Isaïe est un fils de la montagne, tranquille quinquagénaire vivant dans le hameau isolé d'un petit village.
Robuste mais diminué intellectuellement depuis un tragique accident survenu alors qu'il était guide de montagne, il se tient éloigné des sentiers et des pics rocheux. C'est un homme droit et un honnête berger apprécié du village. 
Son jeune frère Marcellin, qui habite avec lui à la ferme familiale, déteste la dureté de la vie des montagnes, le manque d'argent, et rêve secrètement de partir vivre en ville.
Pour réaliser son rêve, Marcellin tente par deux fois d'utiliser l'amour immense que lui porte Isaïe, entraînant celui-ci vers des chemins contraires à ses principes et à sa vision de la vie.
Isaïe, diminué mais pas corrompu, fait face à ce frère prêt à tout pour arriver à ses fins.
Le crash d'un avion et la mort de Nicolas Servoz, l'ami d'Isaïe guide de montagne parti chercher les survivants, pousse les deux frères que tout oppose à rencontrer la folie et la mort.

## La fin
Marcellin, voulant piller l'épave, parvient à convaincre son frère de le guider sur le lieu du crash. Arrivés là-haut, les deux hommes découvrent une femme indiennne encore en vie. Marcellin veut l'abandonner à son sort. Furieux, Isaïe décide de descendre la survivante seul, abandonnant son frère et ne faisant rien pour lui venir en aide quand ce dernier tombe dans une crevasse. Isaïe parvient à rentrer chez lui. La survivante a succombé à ses blessures, mais, pour Isaïe, elle est bien vivante alors que son frère - peut-être encore en vie - est mort depuis bien longtemps.

## Éditions
- Éditions J'ai Lu - 1976 - 6608-5

## Adaptations
- La Neige en deuil (film).
- Malabar Princess (film).
- La Neige en deuil, BD de Dominique Monfery, parue en septembre 2023